# سبز جنگل
سبز جنگل رنگی است که غنی از سبز متوسط بهاری است.
تن خاص رنگ سبز جنگلی به نام «سبز جنگل» توسط کرایولا، که در سمت چپ نمایش داده می‌شود، توسط کرایولا در سال ۱۹۹۰ فرموله شد.
نخستین استفاده ثبت‌شده از سبز جنگل به عنوان نام یک رنگ در انگلیسی در سال ۱۹۲۶ بود.